# Шевченко, Павел Иванович
Шевченко Павел Иванович (30 августа 1929, Высокополье, Харьковский округ — 3 января 2007, Кривой Рог, Днепропетровская область) — советский и украинский педагог, кандидат педагогических наук (1979), профессор (1991). Ректор Криворожского государственного педагогического института/университета.

## Биография
Родился 30 августа 1929 года в селе Высокополье Валковского района Харьковского округа.
В 1937 году пошёл в первый класс Высокопольской средней школы. В период оккупации Харьковской области немецкими войсками не учился. В 1943 году, после освобождения, пошёл в пятый класс, а в 1949 году, по окончании средней школы, поступил в Харьковский государственный педагогический институт имени Г. С. Сковороды. В 1953 году окончил исторический факультет института. После окончания института был направлен на работу в Волынскую область директором восьмилетней школы села Черемошная Воля, в августе 1954 года переведён директором Камень-Каширской средней школы, где проработал до 1958 года.
В 1958 году переехал в город Кривой Рог, где начал работать учителем истории в средней школе № 70. В 1961—1964 годах — заместитель директора школы-интерната № 6. В 1964—1965 годах — директор средней школы № 90. В 1965—1979 годах — заведующий городским отделом народного образования горисполкома.
С августа 1979 по июнь 2000 года — ректор Криворожского государственного педагогического института, впоследствии — университета.
Депутат Криворожского городского совета в 1966—1994 годах.
Умер 3 января 2007 года в Кривом Роге.

## Научная деятельность
В 1976 году окончил аспирантуру при Днепропетровском государственном университете. Исследуемая тема касалась совершенствования политехнического образования в сочетании с практикой создания сети профориентационных кабинетов и уголков в учебных заведениях Кривого Рога. В 1979 году защитил кандидатскую диссертацию по теме «Педагогические условия проведения профессиональной ориентации с учащимися общеобразовательной школы на горнорудные металлургические профессии» и получил учёную степень кандидата педагогических наук.
Участник ВДНХ, делегат II и III Всесоюзных и IV республиканского съезда учителей.

### Научные труды
Автор более 60 научных работ по исторической тематике, более 100 научно-методических статей. Автор книг «Общие основы подготовки будущего учителя к профессиональному творчеству» (1991), «Организация свободного времени старшеклассников» (1992), «Подготовка студентов к профессионально-педагогическому творчеству» (1992).

## Награды
- дважды орден Трудового Красного Знамени (1971, 1976)[1];
- Орден Дружбы Народов (1986)[1];
- Медаль Макаренко;
- Медаль Н. К. Крупской;
- Медаль «В ознаменование 100-летия со дня рождения Владимира Ильича Ленина»;
- медаль К. Д. Ушинского;
- медаль «Ветеран труда»;
- Заслуженный учитель Украинской ССР (1976)[1].

## Память
- Памятная доска на фасаде Криворожского педагогического университета[2].